# シオーフォク
シオーフォク （Siófok）は、ハンガリー、ショモジ県の都市。バラトン湖に面した観光地である。

## 由来
地名は、シオー川と、かつての村名フォクを合わせたものである。

## 交通
- 鉄道 - ドイツ、オーストリア、スイスからブダペストを経由する
- 航空 - バラトン湖西部には国際空港があり、ドイツの都市からのチャーター便がある
- 道路 - 高速道M7

## 歴史
1055年、ティハニ修道院の憲章においてその存在が記された。オスマン帝国が1552年に町を征服した。トルコ人は要塞と港を建設した。17世紀終わり、シオーフォクは自由都市となった。
バラトン湖南部鉄道建設後、町は徐々に成長していった。湖畔の砂浜が好まれ、観光地として人気を得た。

## 姉妹都市
- サン＝ローラン＝デュ＝ヴァール、フランス
- ヴァルトハイム、ドイツ
- ランツベルク・アム・レヒ、ドイツ
- オウル、フィンランド
- ポレッチ、クロアチア
- パルヌ、エストニア
- ウォルナット・クリーク、アメリカ合衆国
- ゲオルゲニ、ルーマニア
- ネタニヤ、イスラエル
- バート・キッシンゲン（英語版）、ドイツ

## 出身者
- レーヴェース・ゲーザ
- カールマーン・イムレ